# 等々力家
等々力家（とどりきけ）は長野県安曇野市穂高等々力にある歴史的建造物。

## 概要
江戸時代には本陣として使用された施設で、安曇野市有形文化財（旧・穂高町文化財）に指定されている。桃山中期の様式須弥山石組の庭園と、長屋門、書院は江戸時代中期の作である。
JR穂高駅から大王わさび園への道中にあるため毎年多くの観光客が訪れる。

## 等々力（とどりき）の読みについて
等々力の読みは、多くが参照している『角川日本地名大辞典 20 長野県』、および同書に関連している穂高町誌編纂委員会　1991年　『穂高町誌』の情報から、「とどろき」とされる場合が多い。上記書籍の参考資料は、以下に述べる『大塔物語』の異本の一つにみえる「戸度呂木（とどろき）」のみに依拠している。しかし『大塔物語』は地名史料ではなく、室町時代の大塔合戦の同時代史料ではない江戸末期の19世紀のテキストであり、また異本によって表記が異なっていることが指摘されている。
確実な地名史料としては、正保4年（1647年）3月11日付け『信濃国郷村帳』、および元禄15年（1702年）12月付け『信濃国郷帳』に、それぞれ等々力（トドリキ）村のルビがあり、文献上では江戸時代以降は「とどりき」と読むのが正しいと考えられている。
このことは、国土地理院2.5万分の1地形図記載の地名が「とどりき」となっていることからも確認される。

## 等々力の地名由来
等々力（とどりき、とどろき）という地名は、甲斐国等々力郷（とどろきごう）をはじめ全国にいくつかみられる。薩摩、阿波等では「轟」、下野では「登々呂木」の用字が使われており、それらは滝や沢の音（轟く）、あるいは水が停滞する場所（滞る）など、水と関係した地名のように考えられる。
当地の等々力（とどりき）は、穂高川と中曽根川（旧扉川）の自然堤防上に発達した集落で、後背に鳥川の自然流である本沢等のかかる水田地帯をひかえ、縄文土器が出土していることから、古くから開発されたことが窺える。

## 等々力家の歴史
等々力氏（とどりきし）は、飛鳥時代の斉明天皇2年（656年）から安土桃山時代まで仁科氏の被官であり、史料には仁科の名とともに現れる。応永7年（1400年）。『仁科濫觴記』によると、等々力氏の祖は斉明天皇2年（656年）に大和岡本宮から遣わされた田村守宮（たむらのいもり）で、等々力の地に住して等々力氏となった、という。
これ以降の史料としては、篠ノ井大塔（おおとう）における大塔合戦において、信濃国守護小笠原長秀に対する大文字一揆側の仁科盛房の一党（被官）に、仁科盛光、千国鬼八郎、沢戸五郎、穂高氏、正科氏、池田氏、渋田見氏ら他の安曇郡の武士とともに「戸度呂木（とどろき）」氏の名がみえる（「大塔物語」）。
武田信玄がこの地方を支配するようになったのが天文22年（1553年）で、森城主に五男盛信をあてた。等々力氏は仁科盛信に随身し、穂高地方を領する。
永禄10年（1556年）武田信玄に対し、小県郡生島足島神社の神前で、忠誠を誓った起請文の中には、仁科の親類被官として等々力豊前守定厚の名がみえる（『安筑史料叢書』では「等々力豊前守政景」になっている）。
天正8年（1580年）仁科盛信が、領中に散在した馬市を穂高に集中させるに際して、等々力治右衛門尉に宛てた数通の書状がある。これらの文書は、馬市の監督を命ずるとともに、軍勢の動員と携帯すべき武具の心得等を通達しているものであり、当時のこの地方の武士の動静をうかがい知ることができる。
等々力氏は江戸時代に入ってからは郷士となり、武田氏のあと、この地方を治めるようになった小笠原氏に随身した。大坂冬の陣には、在郷武士として小笠原忠脩に従って出陣したが、のちに帰農して庄屋となった。
等々力家は、東龍寺（現・東光寺の前身）の開基であり、天正18年（1590年）に貝梅の北城から当地に移建している。江戸時代の初期、松本城主石川氏のときに柏原、重柳等の近隣諸村に分家を派出し、それぞれ保高組の大庄屋をつとめている。当地には松本藩の鮭、鴨の狩猟場（鴨場）があって等々力家は御本陣として殿様の野行の際の休憩所になっていたものである。松本―信州新町間に犀川通船が開通すると、犀川につながる万水川、穂高川の川岸が寄港地となり、等々力は物資の集散地となった。
等々力家の屋敷構えは、長屋門があり、本屋の奥に殿様座敷等四部屋をつくっている。庭園は、桃山期の流れをくむ地方ではめずらしいもので、座敷とともに江戸中期に造られたものである。
なお、等々力家の子孫には、古美術界で有名な等々力孝志、現在古典文学研究家として各地で公演活動を行っている深草彬がいる。

## 利用情報
- 開館時間 - 8時30分～16時30分
- 開館日 - 無休(12月頃～3月休業)
- 所在地 - 長野県安曇野市穂高等々力（ほたかとどりき）2945

## アクセス
- 大糸線 穂高駅 徒歩15分
- ゴールデンウィークおよび夏のシーズンには穂高駅からあづみ野周遊バスが当地まで運行される。